# Helen Kemp Porter
Helen Kemp Porter (Farnham, 10 november 1899 – Goring, 7 december 1987) was een Brits biochemicus en was als hoogleraar verbonden aan het Imperial College. Ze legde zich toe op de plantenfysiologie.

## Biografie
Helen Kemp Porter werd geboren op 10 november 1899 in Farnham als dochter van George Kemp Archbold en Caroline Emily Broughton. Toen Porter twee was, verhuisden haar ouders naar Bristol. Ze leerde Engels lezen en enige kennis van de Franse taal van haar moeder. Door het uitbreken van de Eerste Wereldoorlog in 1914 raakte haar ouders gescheiden. Van 1906 tot en met 1917 ging ze naar Clifton High School. In 1917 begon ze aan een studie aan Bedford College waar ze vakken volgde op het gebied van natuurkunde, scheikunde en wiskunde. Ze werd in 1922 lid van een onderzoeksgroep onder leiding van Frederick Blackman bij het Low Temperature Research Station in Cambridge. Tijdens dit project deed ze onderzoek naar het gekoeld bewaren van appels. Dit ondanks dat ze zich met haar tijd aan Clifton High School niet meer bezig had gehouden met biologie. Om hiervoor te compenseren volgde ze avondklassen aan Birkbeck College. Ze volgde in 1928 vakken biochemie aan Chelsea Polytechnical College. In 1931 maakte ze de overstap naar een onderzoeksteam – ook onder leiding van Blackman – van het Institute of Plant Physiology van het Imperial College. Het jaar erop behaalde ze de graad doctor of science aan London University en een diploma bij het Imperial College.
Toen de Tweede Wereldoorlog uitbrak werd Porter samen met haar collega's overgeplaatst naar Rothamsted Research. Ze was in 1947 verbonden aan Coris Laboratory in de Verenigde Staten. Toen ze terugkeerde naar het Imperial College hervatte ze haar onderzoek naar de omzetting zetmeel in planten. In 1949 was ze voor een periode van zes maanden verbonden aan een laboratorium in Bangor. Tijdens deze periode wist ze aan te tonen dat er in gerst fosforylasen die in staat zijn zetmeel af te breken aanwezig zijn.
1953 was een belangrijk jaar in haar carrière want dankzij haar vele onderzoek kreeg ze een beurs toegekend door de Nuffield Foundation. Deze beurs stelde haar zowel instaat om een eigen onderzoeksgroep op te richten aan het Imperial College. De beurs stelde haar zowel in staat om de benodigde apparatuur om een laboratorium in te richten aan te schaffen alsmede het aannemen van onderzoekers. In eerste instantie richtte deze nieuwe onderzoeksgroep zich op enzymen die polysachariden kunnen omzetten. Hiervoor werd gebruik werd gemaakt van de toentertijd beschikbare methoden. In 1950 werd een tweetal nieuwe technieken binnen de biochemie ontwikkeld. Een van die technieken had betrekking op radioactieve tracers en de ander is chromatografie. Porter was dan ook een van de eerste onderzoekers die dergelijke radioactieve tracers gebruikte om de stofwisseling van planten te onderzoeken. Samen met een tweetal collega's onderzocht ze met deze methode de productie van radioactief zetmeel in tabaksbladen. Deze bladen konden fotosynthetiseren in de aanwezigheid van rondcirculerende koolstofdioxide. Hierdoor kon het eerste radioactief zetmeel voor medische doeleinde geproduceerd worden maar later gebruikte Porter dit zetmeel voor haar onderzoek naar de stofwisseling in levend plantenweefsel.
Ze werd in 1956 benoemd tot Fellow van de Royal Society. Het jaar erop werd ze aangesteld als reader enzymologie aan de afdeling botanie van het Imperial College. Van 1959 tot en met 1964 was ze directeur van het Research Institute of Plant Physiology. In 1959 werd ze het hoofd van de afdeling plantenfysiologie en werd daarmee de eerste vrouwelijke hoogleraar aan het Imperial College. Ze ging in 1964 met emeritaat. Daarna werd ze tweede secretaris van de Agricultural Research Council en in 1972 werd ze de wetenschappelijk adviseur van de secretaris. Ze werd in 1965 bestuurslid van een comité van de Biochemical Society.
Porter overleed op 7 december 1987 in Goring.